# Kampfverlag
Der Kampfverlag (juristischer Name: Kampfverlag GmbH) war ein deutscher Verlag, der von 1926 bis 1930 bestand. Der Verlag erlangte insbesondere Bedeutung als das publizistische Sprachrohr des „linken“ Flügels der NSDAP um die Brüder Gregor und Otto Strasser.

## Geschichte
Die Anfänge des Kampfverlages fallen in das Jahr 1925: Damals entschloss sich der Apotheker Gregor Strasser, der seit 1920 eine Drogerie in Landshut führte und seit 1924 als Abgeordneter im bayerischen Landtag bzw. im Reichstag saß, seinen bürgerlichen Beruf – den er bereits seit Jahren zugunsten seines politischen Engagements stark vernachlässigt hatte – endgültig zugunsten einer Tätigkeit als Vollzeitpolitiker aufzugeben. Zusammen mit seinem Bruder Otto und dem pommerschen Gauleiter Theodor Vahlen, die im Laufe des Jahres 1925 Anschluss an die NSDAP gefunden hatten, beschloss Strasser einen nationalsozialistischen Verlag ins Leben zu rufen, der die Expansion der Partei auf die Gebiete außerhalb Bayerns, insbesondere den norddeutschen Raum, publizistisch unterstützen sollte. Im Gegensatz zum eigentlichen Haus-Verlag der NSDAP, dem Franz-Eher-Verlag, sollte der neue Verlag einen deutlicheren Akzent auf sozialistische Positionen setzen und insbesondere die städtische Arbeiterschaft ansprechen.
Den ersten Schritt auf dem Wege zu ihrem eigenen Verlag unternahmen die Strasser Brüder mit der Herausgabe der Nationalsozialistischen Briefe seit dem Herbst 1925. Die Gründung des Kampf-Verlages folgte am 1. März 1926. Der Sitz des Verlages war in der Nähe von Berlin gelegen. Der Name wurde in Anlehnung an die NS-Vorstellung vom Widerstreit der „Bewegung“ auf der einen Seite und dem bestehenden Staat auf der anderen Seite um die politische Macht beeinflusst. In der Folgezeit kaufte der Verlag in rascher Folge eine Reihe von bestehenden Zeitungen und brachte diese auf die Strassersche Linie. Neben den Strasser-Brüdern war Hans Hinkel zu einem Drittel an dem Verlag beteiligt und fungierte zeitweilig als Schriftleiter. Otto Strasser zufolge hatte der Verlag 1926 elf Wochenzeitungen und später drei Tageszeitungen im Programm. Insgesamt erschienen acht Zeitungen und Zeitschriften in dem Verlag. Hinzu kamen einzelne Buchpublikationen sowie eine Unzahl von Broschüren, Flugblättern, Werbezetteln und andere vergleichbare Medien für die politische Werbearbeit. Die Tendenz ihrer Veröffentlichungen brachten die Brüder auf die Formel, in diesen das Sprachrohr eines dem „westlichen Kapitalismus wie dem östlichen Bolschewismus gleich feindlich“ gesinnten Sozialismus zu verkünden.
Die Kosten für die Gründung des Verlages wurden durch Darlehen und Bürgschaften aufgebracht, die die Gründer bei politischen Gesinnungsfreunden aufnahmen: So steuerte der Industrielle Bruck ein Darlehen von 4000 Mark zur Gründung des Kampfverlages bei. Als Garantie diente u. a. die durch den Verkauf der Strasserschen Drogerie erzielten Gewinne. Da die Drogerie seinerzeit aus dem Mitgift von Strassers Ehefrau Else erworben worden war, firmierte diese de jure als Miteigentümerin des Verlages. Nach einer Tätigkeit von knapp zwei Jahren schrieb der Kampfverlag ab 1928 schwarze Zahlen.
Während Gregor Strasser die Aufgaben des Herausgebers übernahm und – seinem Jugendtraum Journalist zu werden folgend – zahlreiche Artikel beisteuerte, lag die Chefredaktion der Strasserschen Zeitungen bei Otto Strasser. Zu den weiteren Mitarbeitern der Kampfverlags-Zeitungen gehörten Hans Hinkel, Walther Darré und der Zeichner Hans Herbert Schweitzer.
In der Öffentlichkeit fiel der Verlag außer durch seine publizistische Tätigkeit auch durch eine Vielzahl von Ermittlungs- und Strafverfahren auf, die gegen ihn beziehungsweise die verantwortlichen Redakteure und Herausgeber eingeleitet wurden: So wurde Gregor Strasser wiederholt wegen der in von ihm geschriebenen bzw. zu verantwortenden Artikeln enthaltenen Beleidigungen von führenden Politikern anderer Parteien bzw. von öffentlichen Amtsträgern (Polizeipräsidenten, Minister etc.) beziehungsweise der republikanischen Staatsform und ihrer Symbole vor Gericht gestellt, entging Verurteilungen jedoch stets aufgrund seiner parlamentarischen Immunität als Mitglied des Reichstages. Mit der Reichsamnestie vom 20. Dezember 1932 wurden die entsprechenden Verfahren allesamt endgültig eingestellt.
Innerhalb der NSDAP führten die publizistische Tätigkeit des Kampfverlages und insbesondere die weitgehende Unabhängigkeit, die die Strasser-Brüder auf diesem Wege von der Münchener Parteileitung entfalteten, zu verschiedenen Konflikten: Zum einen kam es zu Spannungen mit Max Amann und der Führung des Eher-Verlages, denen der Verlust ihres Monopols über die NS-Presse und Publizistik missfiel. Von stärkerer Bedeutung war jedoch, dass die Tätigkeit des Verlages den 1925 eingeleiteten Bruch zwischen Gregor Strasser und seinem einstigen Anhänger Joseph Goebbels vertiefte, der sich bis in die frühen 1930er Jahre zu einer ausgesprochenen persönlichen Feindschaft ausweitete. Goebbels war vor allem darüber erbost, dass die Strasser-Brüder sich seinem Anspruch widersetzten, als Gauleiter von Berlin alle in Berlin herausgegebenen NS-Publikationen zu kontrollieren und zu seinem Hausblatt Der Angriff in Konkurrenz gingen.
Hintergründig führte die relative Eigenständigkeit des Kampfverlages zu immer neuen Konflikten der Strasser-Brüder mit Hitler, die im Frühling 1930 den Kulminationspunkt erreichten: Während Gregor Strasser sich zum Einschwenken auf Hitlers Linie bereitfand und sich fortan auf seine Tätigkeit als Reichsorganisationsleiter, d. h. als Leiter des Parteiapparates der NSDAP, konzentrierte, zog Otto Strasser es vor, der Hitler-Bewegung den Rücken zu kehren und mit der Gründung der Kampfgemeinschaft Revolutionärer Nationalsozialisten bzw. der Schwarzen Front eigene Wege zu gehen. Am 4. Juli 1930 trat er, je nach Lesart, aus der Partei aus bzw. wurde aus dieser ausgeschlossen. Zuvor hatte er am 21./22. Mai 1930 ein Kaufangebot für den Kampfverlag über 120.000 Reichsmark abgelehnt. Stattdessen wurde der Kampfverlag im Laufe des Sommers 1930 abgewickelt und am 1. Oktober 1930 geschlossen.
Aus der Konkursmasse des Kampfverlages rettete Otto Strasser eine Zeitung in seinen neuen Verlag Der Nationale Sozialist hinüber, die er fortan unter dem Titel Die Deutsche Revolution als politische Wochenschrift herausgab. Im Sommer 1931 wurde der Strasserverlag in Anlehnung an den Namen der politischen Gruppierung um Otto Strasser in Die Schwarze Front umbenannt, der ab dem 6. September 1931 eine gleichnamige Zeitung publizierte. Bis zu seiner Emigration im Frühjahr 1933 benutzte er dieses Blatt insbesondere als Plattform für heftige Angriffe auf Hitler und die NSDAP im innenpolitischen Kampf. Nach Strassers Flucht aus Deutschland im Frühjahr 1933 bildete dieses Organ, das er nun unter dem Titel Die Deutsche Revolution von Prag aus veröffentlichte, den Eckpfeiler und das Hauptsprachrohr seines Privatkrieges gegen den NS-Staat aus dem Exil.

## Liste der vom Kampfverlag herausgegebenen Zeitungen
- Berliner Arbeiterzeitung
- Die Faust
- Die Flamme
- Der nationale Sozialist für die Ostmark
- Der nationale Sozialist für Mitteldeutschland
- Der nationale Sozialist für Norddeutschland
- Der nationale Sozialist für Westdeutschland
- Der nationale Sozialist für Rhein und Ruhr
- Der nationale Sozialist für Sachsen (später Sächsischer Beobachter)[3]

## Liste der vom Kampfverlag herausgegebenen Bücher und Broschüren
- Bruno Ernst Buchrucker: Im Schatten Seeckt's. Die Geschichte der Schwarzen Reichswehr, 1928.
- Gregor Strasser: Das Hitler-Büchlein, 1930